# 1951 na política

## Eventos
- 31 de janeiro - Getúlio Vargas assume seu 2º mandato como presidente do Brasil, desta vez eleito por voto direto.
- 27 de Fevereiro - A 22ª Emenda da Constituição dos EUA é ratificada, limitando o mandato presidencial a dois mandatos de quatro anos.
- 25 de Outubro - Egipto forma um comando militar unificado com a Síria e a Jordânia.
- 26 de Outubro - Winston Churchill é reeleito Primeiro Ministro da Grã-Bretanha.
- 11 de Novembro - Juan Perón é reeleito Presidente da Argentina.
- A Líbia, colónia italiana, declara independência e proclama Idris I como rei.

## Nascimentos
| Data            | Nome                            | Profissão                                      | Nacionalidade                        | Observações | Ref |
| --------------- | ------------------------------- | ---------------------------------------------- | ------------------------------------ | ----------- | --- |
| 3 de fevereiro  | Blaise Compaoré                 | presidente de Burkina Faso desde 1987          | França · (Alto Volta / Burkina Faso) |             |     |
| 17 de fevereiro | Barzan Ibrahim al-Tikriti       | político iraquiano                             | Iraque                               | m. 2007     |     |
| 12 de março     | Alfred Hugenberg                | empresário e político                          | Alemanha                             | n. 1865     |     |
| 21 de maio      | Al Franken                      | político                                       | Estados Unidos                       |             |     |
| 3 de junho      | Jean-Claude Duvalier (Baby Doc) | presidente do Haiti de 1971 a 1986             | Haiti                                |             |     |
| 12 de junho     | Andranik Margaryan              | primeiro-ministro da Arménia                   | União Soviética (Arménia)            | m. 2007     |     |
| 10 de agosto    | Juan Manuel Santos              | Presidente da República da Colômbia desde 2010 | Colômbia                             |             |     |
| 9 de setembro   | Ramón Puerta                    | presidente da Argentina em 2001                | Argentina                            |             |     |
| 19 de novembro  | Mihai Ghimpu                    | presidente da Moldávia desde 2009              | União Soviética (Moldávia)           |             |     |
| 27 de dezembro  | Ernesto Zedillo                 | presidente do México de 1994 a 2000            | México                               |             |     |

## Mortes
| Data          | Nome                             | Profissão                                                                          | Nacionalidade | Observações | Ref |
| ------------- | -------------------------------- | ---------------------------------------------------------------------------------- | ------------- | ----------- | --- |
| 27 de janeiro | Carl Gustaf Emil Mannerheim      | presidente da Finlândia de 1944 a 1946                                             | Finlândia     | n. 1867     |     |
| 28 de março   | Oliveira Viana                   | historiador e jurista                                                              | Brasil        | n. 1883     |     |
| 18 de abril   | António Óscar de Fragoso Carmona | presidente da República Portuguesa de 1926 a 1951                                  | Portugal      | n.1869      |     |
| 23 de julho   | Philippe Pétain                  | militar, primeiro-ministro da França em 1940 e presidente da França de 1940 a 1944 | França        | n. 1856     |     |
| 25 de outubro | D.Amélia de Orleães              | rainha de Portugal                                                                 | Reino Unido   | n.1865      |     |